# Rudaholmsgölen
Rudaholmsgölen är en sjö i Vimmerby kommun i Småland och ingår i Marströmmens huvudavrinningsområde.